# Pierre Urte
Pierre d'Urte (Saint-Jean-de-Luz, Labourd, 2 janvier 1664 - Londres, Angleterre, 1725-30), est un écrivain et un prêtre basque. 

## Biographie
D'origine catholique, il doit quitter Paris quand il devient calviniste. Il s'exile alors à Londres où il écrit trois textes, publiés après sa mort.  
Sa traduction en basque du livre de la Genèse et d'une partie de celui de l'Exode est publiée en 1894 par Edward Spencer Dodgson sous le titre The Earliest Translation of the Old Testament into the Basque Language.  
En 1895, Wentworth Webster publie les vingt-cinq premières pages du manuscrit laissé par Pierre d'Urte, Dictionarium Latino-Cantabricum, sous le titre Le dictionnaire latin-basque.  
En 1900, Wentworth Webster publie aussi le manuscrit de la Grammaire Cantabrique Basque rédigée par Pierre d'Urte vers 1714. 

## Œuvres
- Biblia Saindua. Testament Caharra eta Berria, publié sous le titre The Earliest Translation of the Old Testament into the Basque Language (Londres, 1894)
- Dictionarium Latino-Cantabricum, publié sous le titre Dictionnaire latin-basque (Bayonne, 1895)
- Grammaire Cantabrique Basque (Bagnères-de-Bigorre, 1900)